# 1984 SE6
1984 SE6 är en asteroid i huvudbältet som upptäcktes den 22 september 1984 av den belgiske astronomen Henri Debehogne vid La Silla-observatoriet.